# اکلاهما سیتی
اکلاهما سیتی (Oklahoma City) مرکز ایالت اکلاهما آمریکا و بیست‌ونهمین شهر بزرگ ایالات متحده آمریکا است.
اکلاهما سیتی که اغلب به‌صورت مخفف «OKC» نیز شناخته می‌شود، پر‌جمعیت‌ترین شهر ایالت اکلاهما نیز هست. این شهر در سرشماری سال ۲۰۲۰ جمعیتی برابر با ۶۸۱٬۰۵۴ نفر داشت و از این نظر بیستمین شهر پرجمعیت آمریکا و هشتمین شهر پرجمعیت جنوب ایالات متحده به‌شمار می‌رود. ناحیه کلان‌شهری اکلاهما سیتی با جمعیت تقریبی ۱٫۴۹ میلیون نفر، بزرگ‌ترین منطقه شهری ایالت و چهل‌ودومین منطقه کلان‌شهری پرجمعیت در کل ایالات متحده محسوب می‌شود.
این شهر، مرکز شهرستان اکلاهما است و محدودهٔ شهری آن به شهرستان‌های کانادین، کلیولند و پوتاواتومی نیز گسترش یافته‌است. با احتساب ساختارهای شهر-شهرستان ادغام‌شده، اکلاهما سیتی از نظر مساحت دهمین شهر بزرگ آمریکا است و اگر این ادغام‌ها نادیده گرفته شود، به دومین شهر بزرگ در ایالات متحده تبدیل می‌شود. همچنین دومین پایتخت ایالتی بزرگ از نظر وسعت، پس از جونو، آلاسکا، به‌شمار می‌رود.
اکلاهما سیتی یکی از بزرگ‌ترین بازارهای دام زنده در جهان را در خود جای داده‌است. اقتصاد این شهر بر پایهٔ صنایع نفت، گاز طبیعی و فرآورده‌های نفتی و زمینه‌های وابسته به آن بنا شده‌است. اکلاهما سیتی در مرکز یکی از میادین فعال نفتی قرار دارد و دکل‌های نفتی حتی در محوطهٔ کاخ ایالتی نیز دیده می‌شوند. دولت فدرال آمریکا در این شهر حضور پررنگی دارد؛ از جمله در پایگاه هوایی تینکر و مرکز هوانوردی مایک مونرونی، که میزبان دفاتر اداره هوانوردی فدرال آمریکا و مرکز خدمات وزارت ترابری آمریکا هستند.
اکلاهما سیتی در مسیرهای اصلی بزرگراه بین‌ایالتی ۳۵ و بزرگراه بین‌ایالتی ۴۰ قرار دارد و از مسیرهای کلیدی برای سفر به تگزاس و نیو مکزیکو در جنوب، ویچیتا و کانزاس‌سیتی در شمال، آلبوکرکی در غرب و لیتل راک و ممفیس در شرق به‌شمار می‌رود. بخش شمال‌شرقی این شهر در منطقهٔ بوم‌شناختی معروف به کراس تیمبرز واقع شده‌است. این شهر در جریان مسابقه تصرف زمین ۱۸۸۹ پایه‌گذاری شد و در همان روز بیش از ۱۰٬۰۰۰ نفر در آن ساکن شدند.
در ۱۹ آوریل ۱۹۹۵، اکلاهما سیتی محل وقوع بمب‌گذاری ساختمان فدرال آلفرد پی. مورا بود، که در جریان آن ۱۶۸ نفر کشته شدند. این حمله تا پیش از حملات ۱۱ سپتامبر مرگبارترین حملهٔ تروریستی در خاک ایالات متحده و همچنان مرگبارترین اقدام تروریسم داخلی در آمریکا محسوب می‌شود.
از سال ۱۸۹۰ تاکنون، شهر اکلاهما ۱۳ بار هدف تورنادوهای شدید قرار گرفته‌است، که ۱۱ مورد از آن‌ها در مقیاس فوجیتا یا فوجیتای پیشرفته، درجهٔ F4 یا EF4 داشته‌اند و ۲ مورد نیز در درجهٔ F5 و EF5 ثبت شده‌اند.

## تاریخ

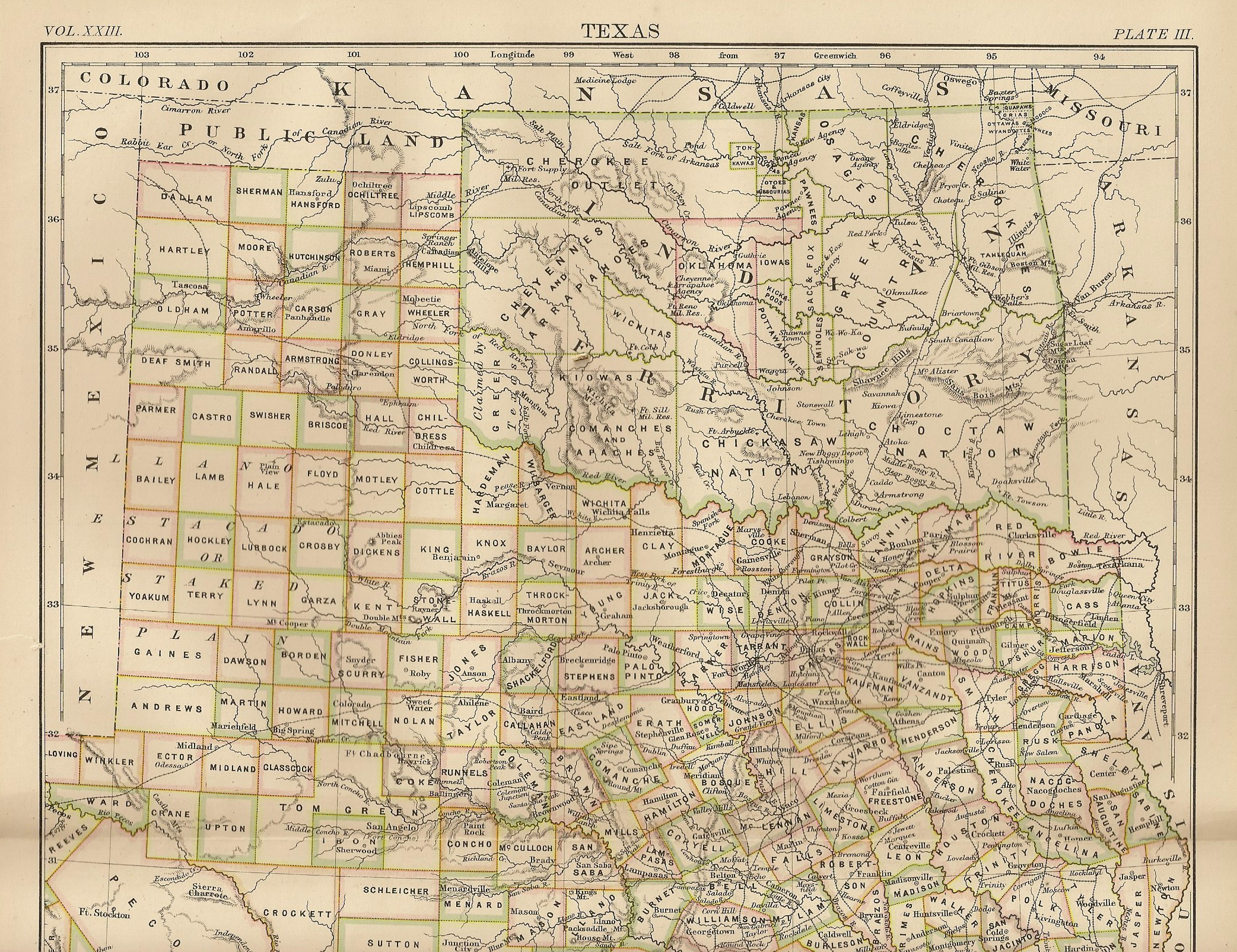
نقشهٔ سرزمین سرخپوستان (اکلاهما) در سال ۱۸۸۹ که نشان می‌دهد ایستگاه قطار اکلاهما به‌عنوان نقطه‌ای در مسیر ریلی مشخص شده‌است.

اکلاهما سیتی در ۲۲ آوریل ۱۸۸۹ بنیان گذاشته شد، زمانی که منطقهٔ موسوم به "سرزمین‌های تخصیص‌نیافته" برای سکونت آزاد اعلام شد، در رویدادی که با نام "مسابقه تصرف زمین ۱۸۸۹" شناخته می‌شود. در ۲۶ آوریل همان سال، نخستین شهردار شهر، ویلیام کوچ انتخاب شد. حدود ۱۰٬۰۰۰ نفر از طریق قانون سکونت رایگان در این منطقه مستقر شدند. شهر به‌سرعت رشد کرد؛ جمعیت آن بین سال‌های ۱۸۹۰ تا ۱۹۰۰ دو برابر شد. از چهره‌های تأثیرگذار در توسعهٔ اولیهٔ شهر می‌توان به آنتون اچ. کلاسن، جان ویلفرد شارتل، هنری اورهولسر، اسکار آمریکر، جک سی. والتون، آنجلو سی. اسکات و جیمز دبلیو. منی اشاره کرد.

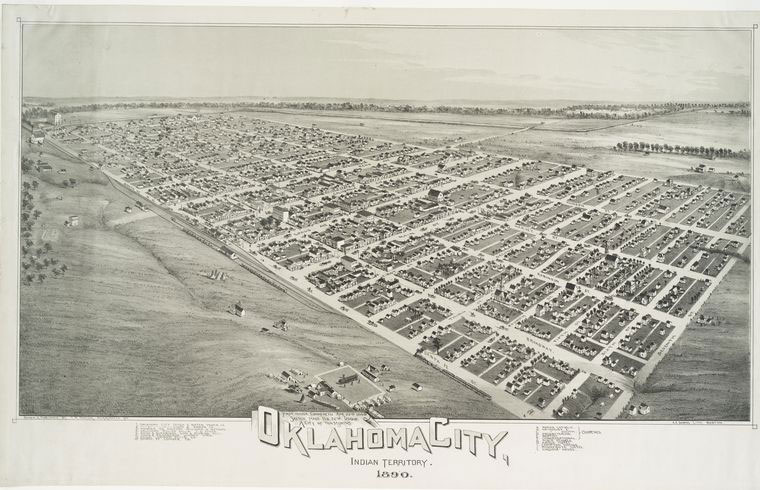
نقاشی چاپ‌سنگی از اکلاهما سیتی در سال ۱۸۹۰.

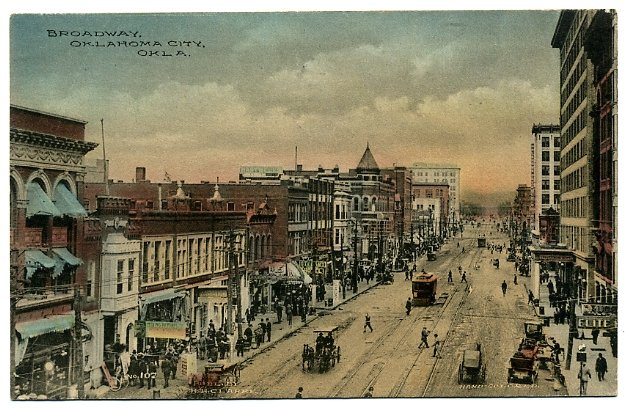
نگاه به سمت شمال خیابان برادوی از محل کنونی شرایدن اَونیو، سال ۱۹۱۰.

زمانی که اکلاهما در سال ۱۹۰۷ به‌عنوان یک ایالت به اتحادیهٔ آمریکا پیوست، اکلاهما سیتی از گاتری، اکلاهما که پایتخت سرزمینی بود، پیشی گرفت و به مرکز جمعیتی و بازرگانی ایالت جدید تبدیل شد. اندکی بعد، پایتخت ایالت از گاتری به اکلاهما سیتی منتقل شد. در نیمهٔ نخست قرن بیستم، اکلاهما سیتی یکی از ایستگاه‌های مهم در مسیر جاده ۶۶ بود و در ترانهٔ جاز معروف بابی تروپ در سال ۱۹۴۶ با عنوان "(Get Your Kicks on) Route 66" که نت کینگ کول آن را مشهور کرد، ذکر شده‌است.
پیش از جنگ جهانی دوم، این شهر بازار گسترده‌ای در صنعت گوشت‌کوبی ایجاد کرد که موجب انتقال مشاغل و درآمدی از شهرهایی چون شیکاگو و اوماها، نبراسکا به اکلاهما سیتی شد. پس از کشف نفت در سال ۱۹۲۸ در درون محدودهٔ شهری – حتی زیر ساختمان مجلس ایالتی – این شهر به مرکز مهمی در صنعت نفت بدل شد.
رشد پس از جنگ جهانی دوم هم‌زمان با ساخت سامانه بزرگراه‌های بین‌ایالتی اتفاق افتاد که اکلاهما سیتی را به گره‌ای ارتباطی در تلاقی بزرگراه‌های بین‌ایالتی ۳۵، ۴۰ و ۴۴ تبدیل کرد. همچنین تلاش‌های موفقیت‌آمیز استنلی درِیپر، مدیر اتاق بازرگانی، موجب توسعهٔ پایگاه نیروی هوایی تینکر در نزدیکی شهر شد.
در سرشماری سال ۱۹۵۰، اداره آمار آمریکا جمعیت شهر را شامل ۸٫۶٪ سیاه‌پوست و ۹۰٫۷٪ سفیدپوست اعلام کرد.
در سال ۱۹۵۹، دولت شهری طرحی موسوم به «پویش بزرگ الحاق» را آغاز کرد که موجب گسترش وسعت شهر از ۸۰ مایل مربع به ۴۷۵٫۵۵ مایل مربع تا پایان سال ۱۹۶۱ شد و در آن زمان، این شهر را به بزرگ‌ترین شهر آمریکا از نظر مساحت بدل کرد.
در سال ۱۹۷۱، پِی‌شِنس لَتینگ به‌عنوان شهردار اکلاهما سیتی انتخاب شد و نخستین زن در این مقام گردید. او همچنین نخستین زنی بود که شهردار شهری با جمعیت بالای ۳۵۰٬۰۰۰ نفر در ایالات متحده شد.

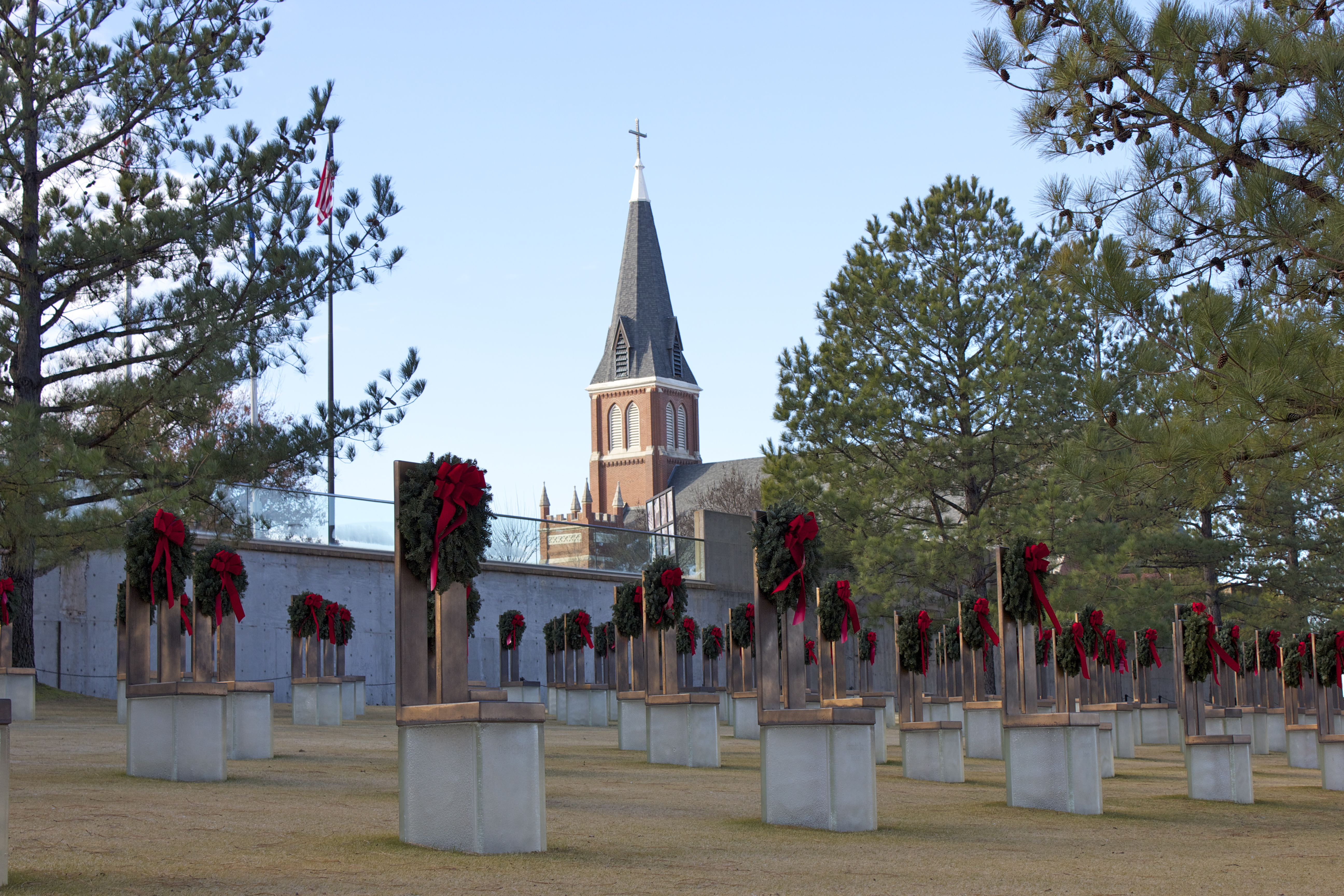
یادمان ملی اکلاهما سیتی در شب کریسمس.

مانند بسیاری از شهرهای دیگر آمریکا، جمعیت مرکز شهر در دهه‌های ۱۹۷۰ و ۱۹۸۰ کاهش یافت، زیرا خانواده‌ها به حومه‌ها نقل مکان کردند. پروژه‌های نوسازی شهری در دههٔ ۷۰، مانند طرح پی، ساختمان‌های تاریخی را تخریب کرد، اما در جذب سرمایه‌گذاری‌های جدید چندان موفق نبود. از استثناهای شاخص این دوران می‌توان به ساخت باغ گیاه‌شناسی میریاد و پل شیشه‌ای کریستال بریج اشاره کرد. با این حال، ساختمان‌های تاریخی ارزشمندی همچون تئاتر کریتریون، ساختمان بام، ساختمان هِیلز و هتل بیلت‌مور در این روند از بین رفتند.
در سال ۱۹۹۳، بستهٔ بازسازی گسترده‌ای با عنوان MAPS تصویب شد تا با اجرای پروژه‌های شهری، قلب شهر احیا شود. این طرح شامل ساخت ورزشگاه بریک‌تاون، کتابخانهٔ مرکزی، بازسازی تالار موسیقی شهری، مرکز همایش کوکس، زمین نمایشگاهی و کانالی در منطقهٔ تفریحی بریک‌تاون بود. تاکسی‌های آبی در این کانال رفت‌وآمد می‌کنند و به جذابیت منطقه افزوده‌اند. MAPS یکی از موفق‌ترین همکاری‌های عمومی-خصوصی در آمریکا شناخته شده و تا سال ۲۰۱۰ بیش از ۳ میلیارد دلار سرمایه‌گذاری خصوصی به همراه داشته‌است. در پی اجرای این طرح، جمعیت ساکن مرکز شهر افزایش چشم‌گیری یافته و تقاضا برای خدمات و امکانات شهری مانند فروشگاه‌ها، خدمات عمومی و مغازه‌ها رو به رشد گذاشته‌است.
در ادامهٔ توسعهٔ مرکز شهر، بسیاری از ساختمان‌های تاریخی بازسازی شدند. از جمله بازسازی هتل اسکیروین در سال ۲۰۰۷ و بازسازی مرکز اول ملی که در حال انجام است.
در ۱۹ آوریل ۱۹۹۵، تیموتی مک‌وی بمبی را در برابر ساختمان فدرال آلفرد پی. مورا منفجر کرد. این انفجار ساختمان را نابود کرد (و بقایای آن بعدها در تخریبی کنترل‌شده فروریخت)، بیش از ۱۰۰ ساختمان اطراف آسیب دیدند و ۱۶۸ نفر کشته شدند. محل این فاجعه اکنون به یادمان ملی اکلاهما سیتی و موزه تبدیل شده‌است. از زمان افتتاح این مکان در سال ۲۰۰۰، بیش از سه میلیون نفر از آن بازدید کرده‌اند. هر سال در ۱۹ آوریل، بازماندگان، خانواده‌ها و دوستان جان‌باختگان برای قرائت نام قربانیان در آن‌جا گرد هم می‌آیند. مک‌وی در ۱۱ ژوئن ۲۰۰۱ از طریق تزریق مرگبار اعدام شد.
طرح «هسته تا ساحل» (Core-to-Shore) به‌منظور جابجایی بزرگراه بین‌ایالتی ۴۰ به‌میزان ۱ مایل (۱٫۶ کیلومتر) به سمت جنوب ایجاد شد تا با احداث یک بلوار جایگزین، ورودی چشم‌نوازی برای شهر ایجاد کند. این طرح همچنین امکان گسترش بخش مرکزی شهر به سمت رود اکلاهما را فراهم می‌سازد. بخش‌هایی از این پروژه در بستهٔ سرمایه‌گذاری MAPS 3 که در اواخر سال ۲۰۰۹ به رأی گذاشته شد، گنجانده شده‌است.
در سال ۲۰۱۲، شرکت دوان انرژی ساخت برج دِوِن را به پایان رساند که با ارتفاع ۲۵۷ متر، بلندترین ساختمان شهر و ایالت اکلاهما شد. این برج که در میان مردم به «برج دِوِن» شناخته می‌شود، به‌عنوان شاخص‌ترین عنصر در افق شهری اکلاهما سیتی شناخته می‌شود. شهردار وقت، میک کورنت، در مراسم افتتاحیه اظهار داشت: «تأثیر بصری این برج بر شهر چشم‌گیر و بی‌نظیر است. این ساختمان که ساخت آن بیش از سه سال به‌طول انجامید، خیلی زود به نمادی از شهر تبدیل شد.»

## جغرافیا

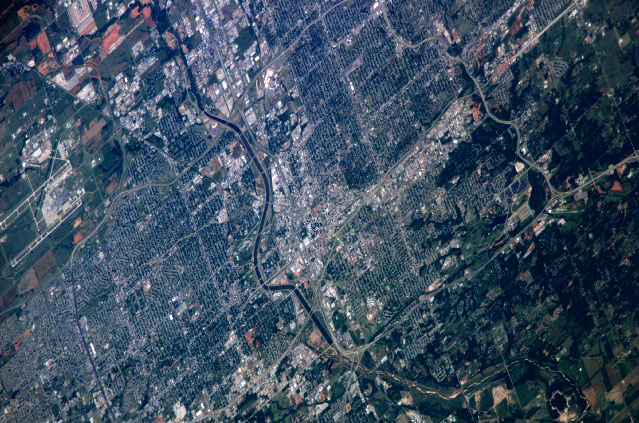
عکس ماه مهٔ ۲۰۰۶ از شهر اکلاهما سیتی، گرفته‌شده از ایستگاه فضایی بین‌المللی

اکلاهما سیتی در یکی از مسیرهای اصلی ورود به تگزاس و مکزیک قرار دارد و با کلان‌شهر دالاس–فورت ورث تنها سه ساعت رانندگی فاصله دارد. این شهر در منطقهٔ کشور مرزی در مرکز ایالت جای گرفته که آن را به مکان مناسبی برای استقرار دولت ایالتی تبدیل کرده است.
بر پایهٔ داده‌های اداره آمار ایالات متحده آمریکا، مساحت کل شهر برابر با ۶۲۰٫۷۹ مایل مربع (۱٬۶۰۷٫۸ کیلومتر مربع) است، که از این میان، ۶۰۱٫۱۱ مایل مربع (۱٬۵۵۶٫۹ کیلومتر مربع) خشکی و ۱۹٫۲۳ مایل مربع (۴۹٫۸ کیلومتر مربع) آن آب است. در زمان شهرداری دیوید هولت، این شهر ۴۸۰ جریب خالص به قلمرو خود افزود.
اکلاهما سیتی در ناحیهٔ تپه‌های ماسه‌سنگی اکلاهما جای دارد، که به‌خاطر تپه‌هایی به بلندی ۲۵۰ تا ۴۰۰ فوت (۸۰ تا ۱۲۰ متر) و دو گونه بلوط، یعنی بلوط بلک‌جک (Quercus marilandica) و بلوط پست (Q. stellata)، شناخته می‌شود. بخش شمال‌شرقی شهر و حومه‌های شرقی آن در ناحیهٔ بوم‌شناختی کریس تیمبرز قرار دارند.
شهر تقریباً به‌وسیلهٔ رودخانه نورث کانادین (که در محدودهٔ شهری به «رود اکلاهما» تغییر نام داده است) به دو نیم تقسیم شده‌است. این رودخانه زمانی جریان کافی برای طغیان‌های سالانه داشت که باعث خسارت‌هایی در مناطق اطراف، از جمله منطقه تجاری مرکزی و باغ‌وحش نخستین اکلاهما سیتی می‌شد. در دههٔ ۱۹۴۰، سدی برای کنترل سیلاب و کاهش سطح آب رودخانه ساخته شد. در دههٔ ۱۹۹۰، در چارچوب پروژهٔ احیای شهری معروف به MAPS، مجموعه‌ای از سدهای کم‌عمق ساخته شد تا دوباره جریان آب را به بخش رودخانه‌ای که از نزدیکی مرکز شهر عبور می‌کرد بازگرداند. این شهر سه دریاچهٔ بزرگ دارد: دریاچه هفنر و دریاچه اورهولسر در بخش شمال‌غربی، و بزرگ‌ترین آن‌ها، دریاچه استنلی درِیپر در ناحیه‌ای کم‌جمعیت در جنوب‌شرق دور شهر.
تراکم جمعیت اعلام‌شده برای اکلاهما سیتی بر پایهٔ محدودهٔ قانونی شهر می‌تواند گمراه‌کننده باشد، چرا که ناحیهٔ شهری آن تنها حدود ۲۴۴ مایل مربع (۶۳۰ کیلومتر مربع) را در بر می‌گیرد و در سال ۲۰۱۳ تراکم جمعیتی معادل ۲٬۵۰۰ بر مایل مربع (۹۷۰ بر کیلومتر مربع) برآورد شده‌است، در حالی‌که مناطق بزرگ‌تر و کم‌جمعیت‌تری که حوزه‌های آبخیز روستایی هستند و توسط شهر به قلمرو خود افزوده شده‌اند، باقی‌ماندهٔ ۳۷۷ مایل مربع (۹۸۰ کیلومتر مربع) را در بر می‌گیرند.
اکلاهما سیتی یکی از بزرگ‌ترین شهرهای ایالات متحده است که با قانون هوای پاک (ایالات متحده آمریکا) هم‌خوانی کامل دارد.

## مراکز علمی
- مرکز علوم درمانی دانشگاه اکلاهما
- موزه استخوان‌شناسی اکلاهما
- دانشگاه اکلاهمای مرکزی
- دانشگاه اکلاهما سیتی

## اقتصاد
دوان انرجی یکی از شرکت‌های نفتی بزرگ آمریکا در این شهر مرکزیت دارد.

## ورزش
تیم اکلاهما سیتی تاندر که در لیگ بسکتبال (ان بی ای) حضور دارد، متعلق به این شهر است.

## مراکز دولتی
- کاپیتول ایالت اکلاهما

## نگارخانه

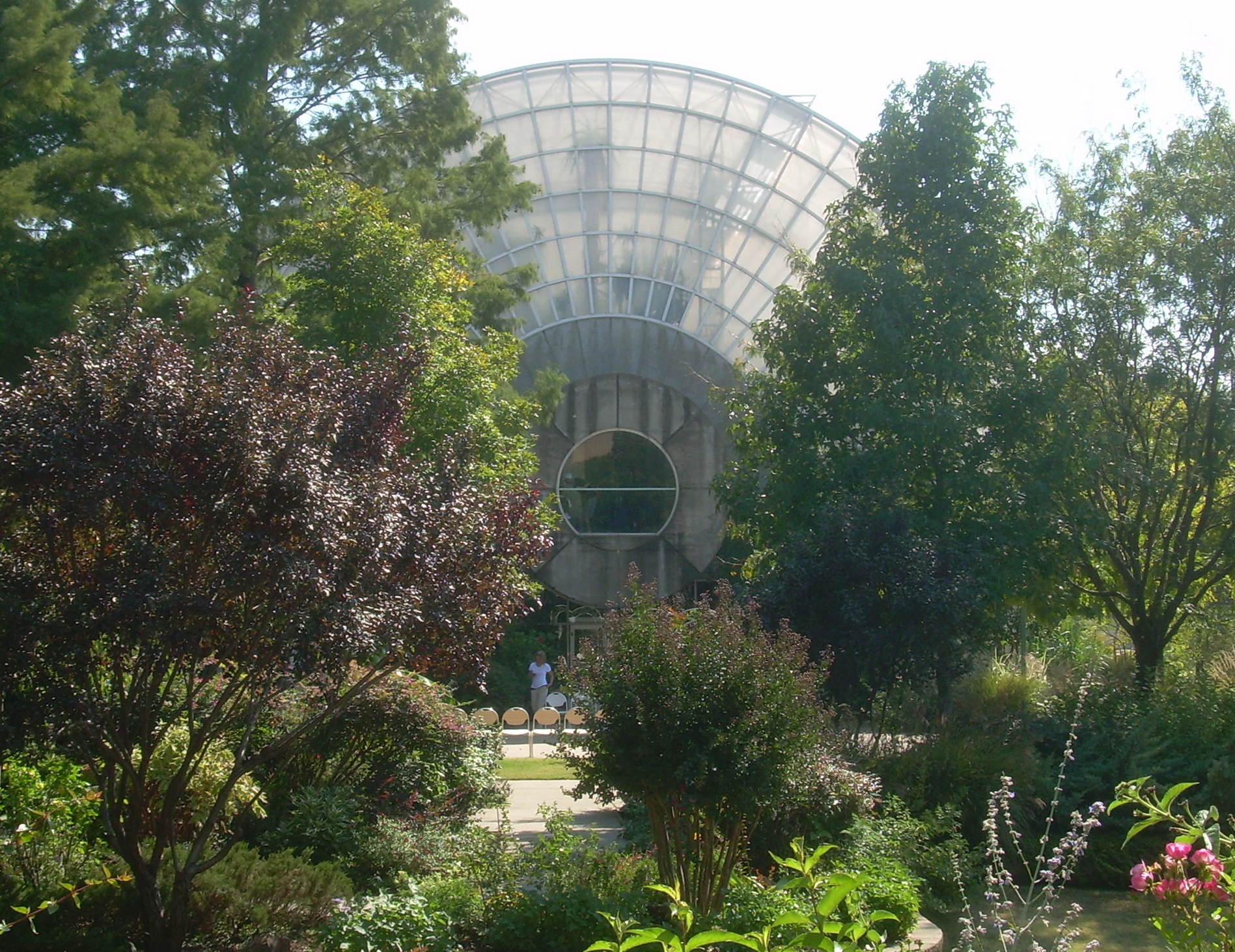
موزه گیاهشناسی
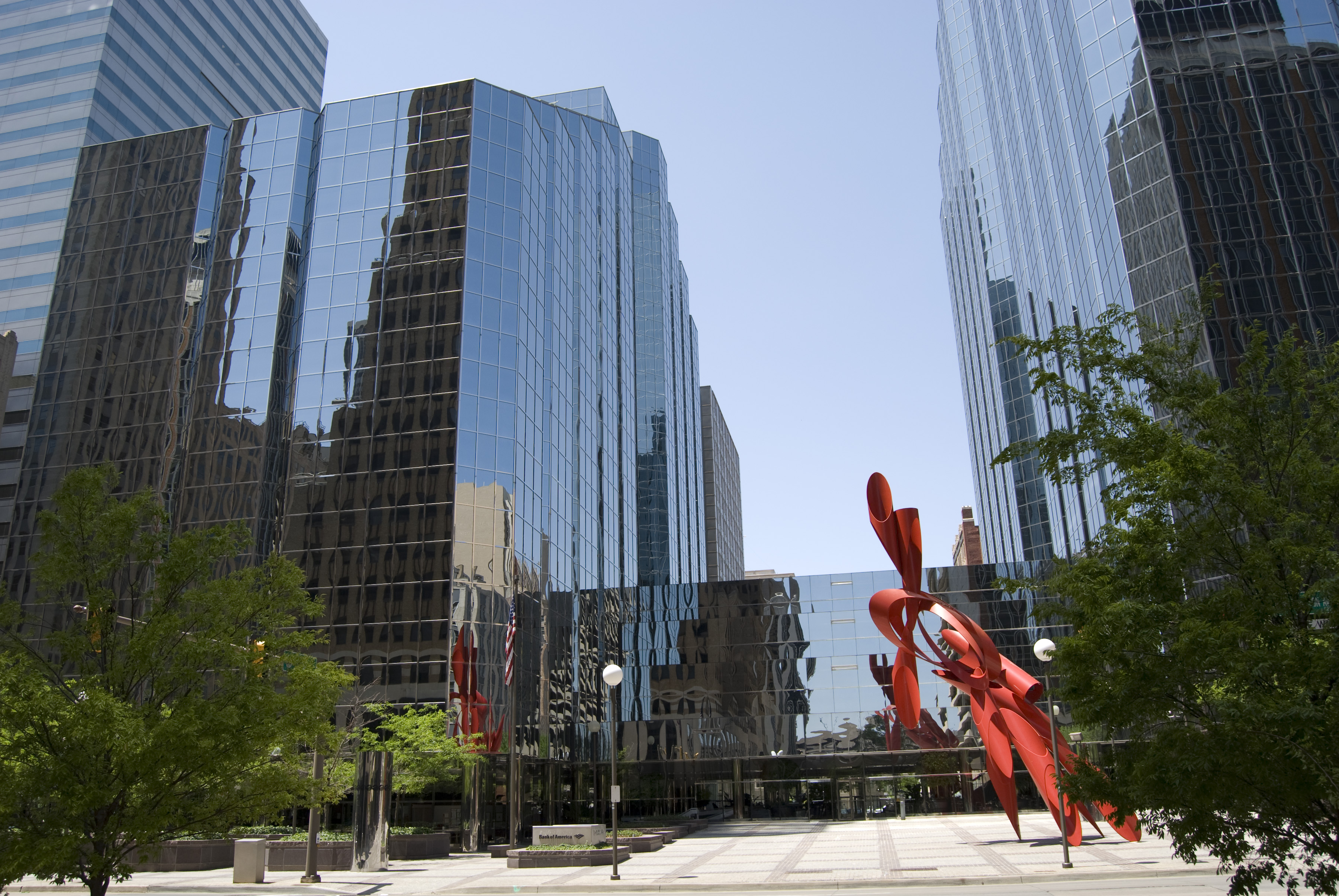
میدان لیدرشیپ
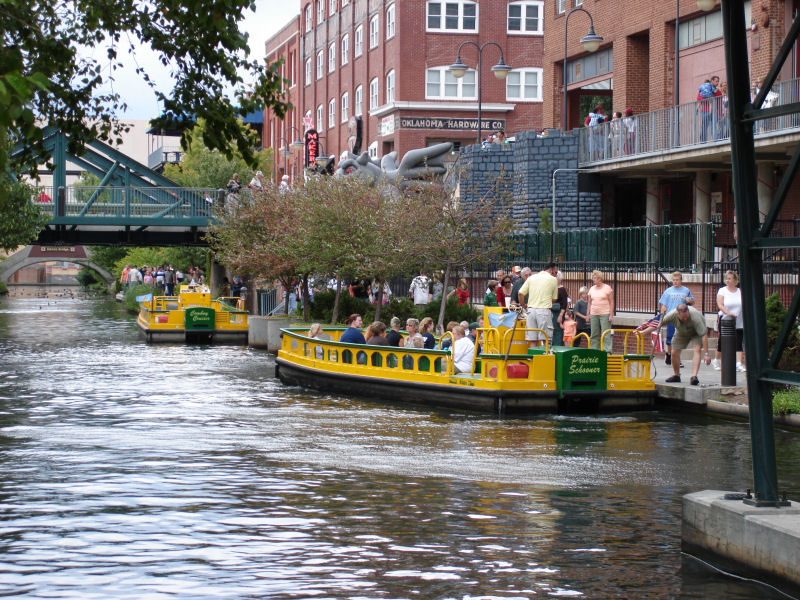
بریک تاون کانال
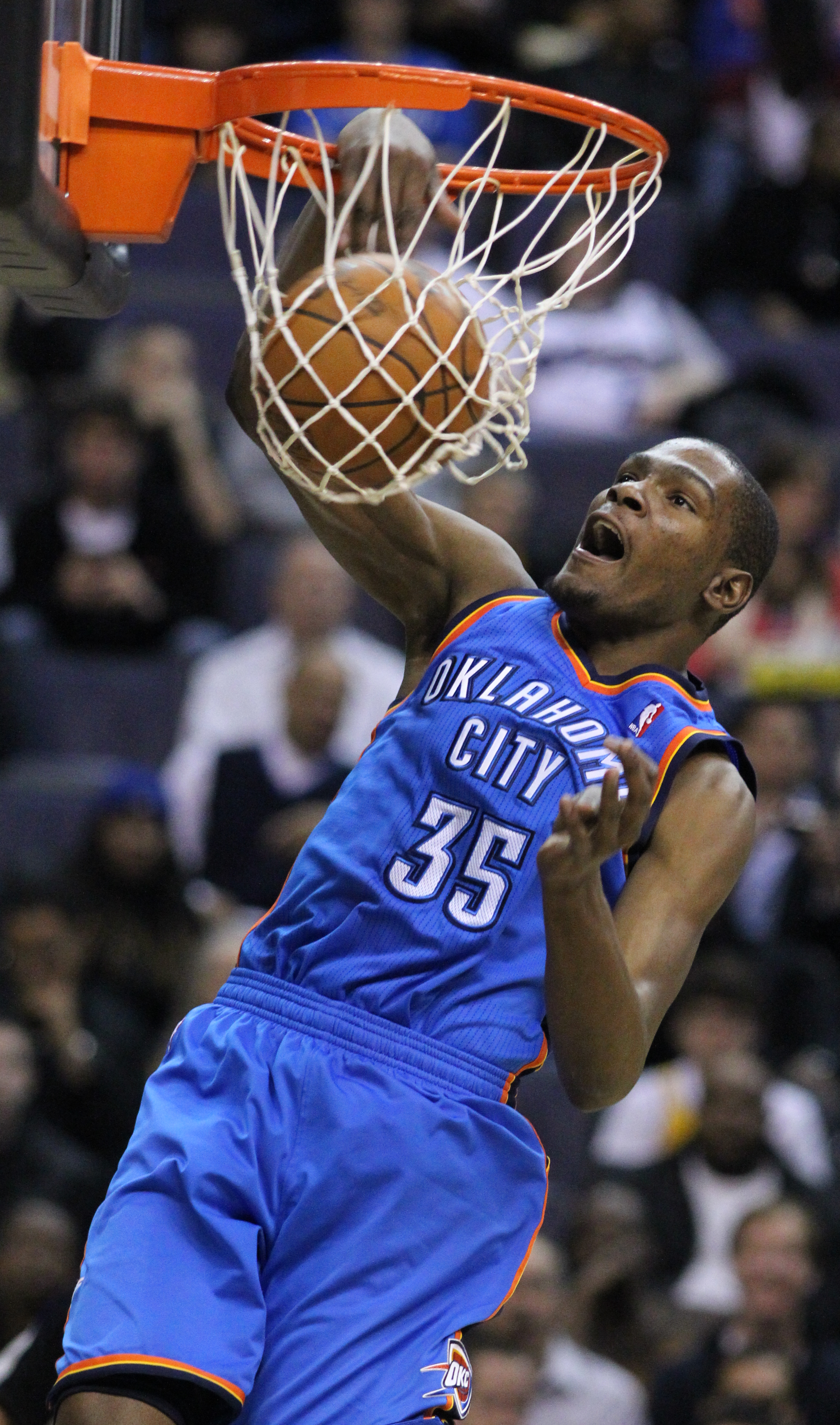
کوین دورانت بازیکن ستاره تیم اکلاهماسیتی تاندر
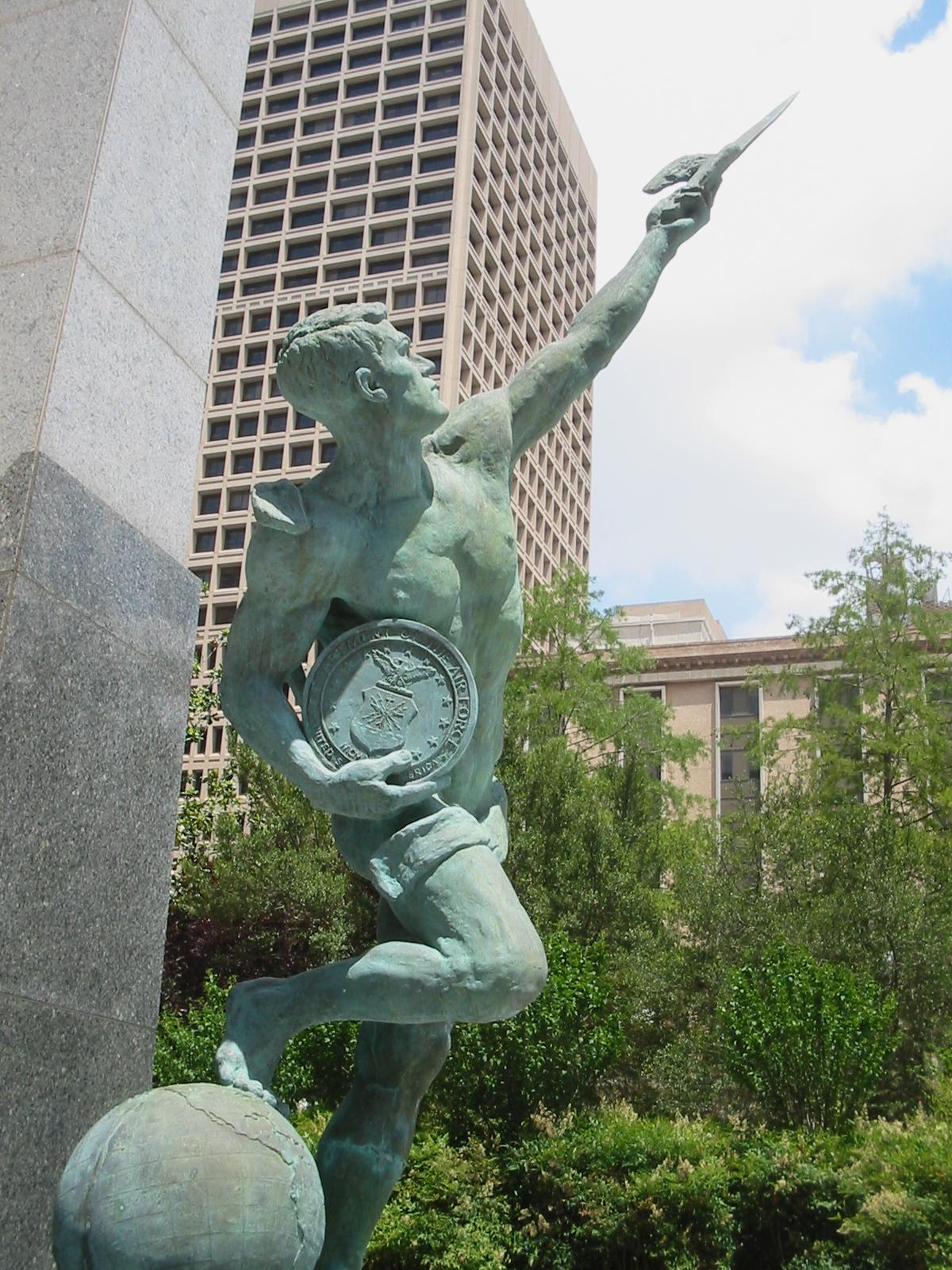
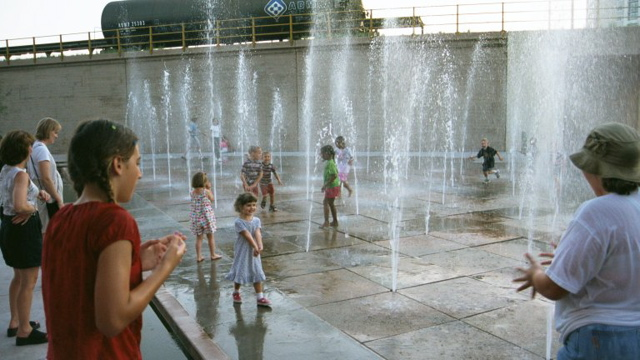
کودکان در حال بازی در یکی از پارکهای مرکز شهر اکلاهما سیتی
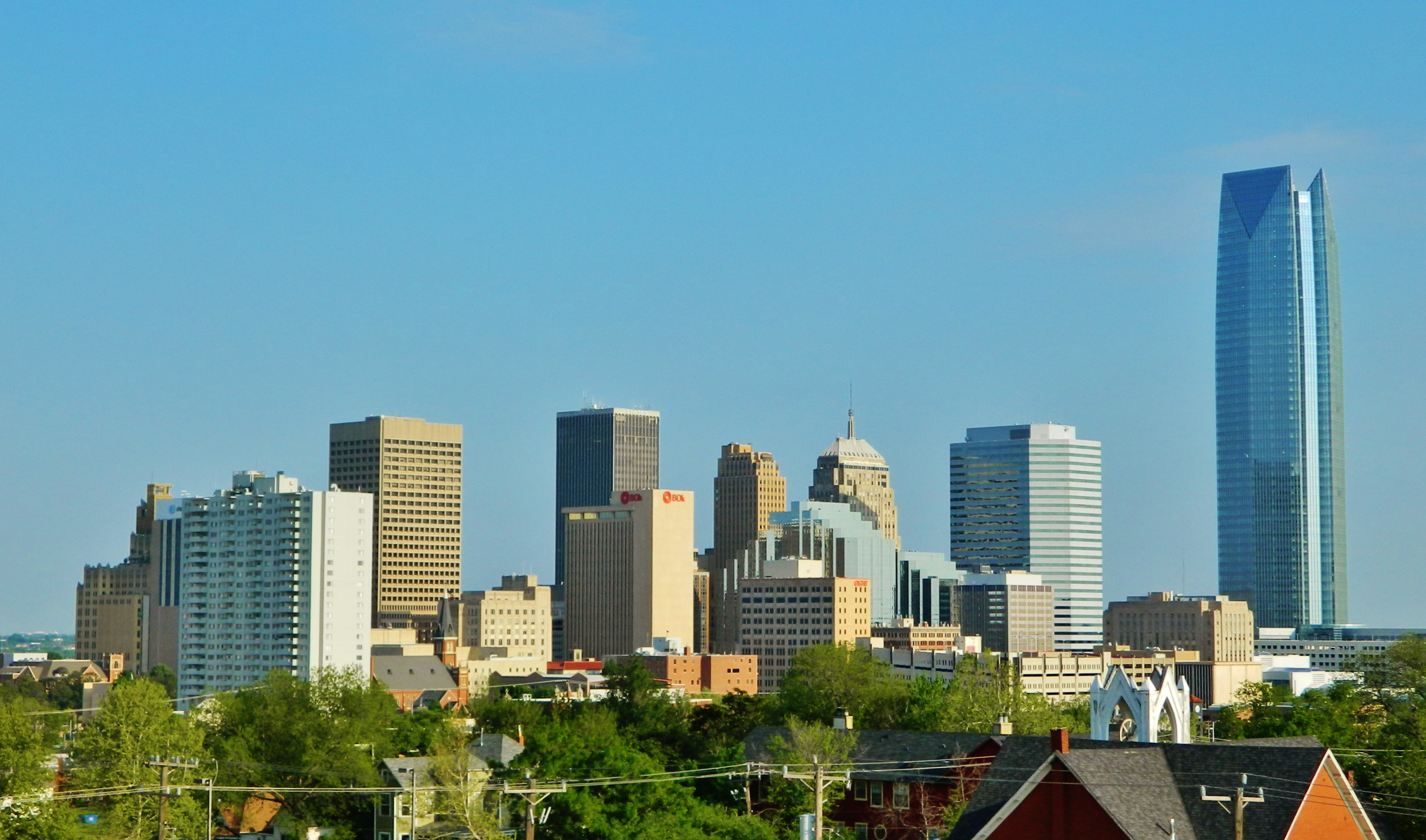
مرکز شهر
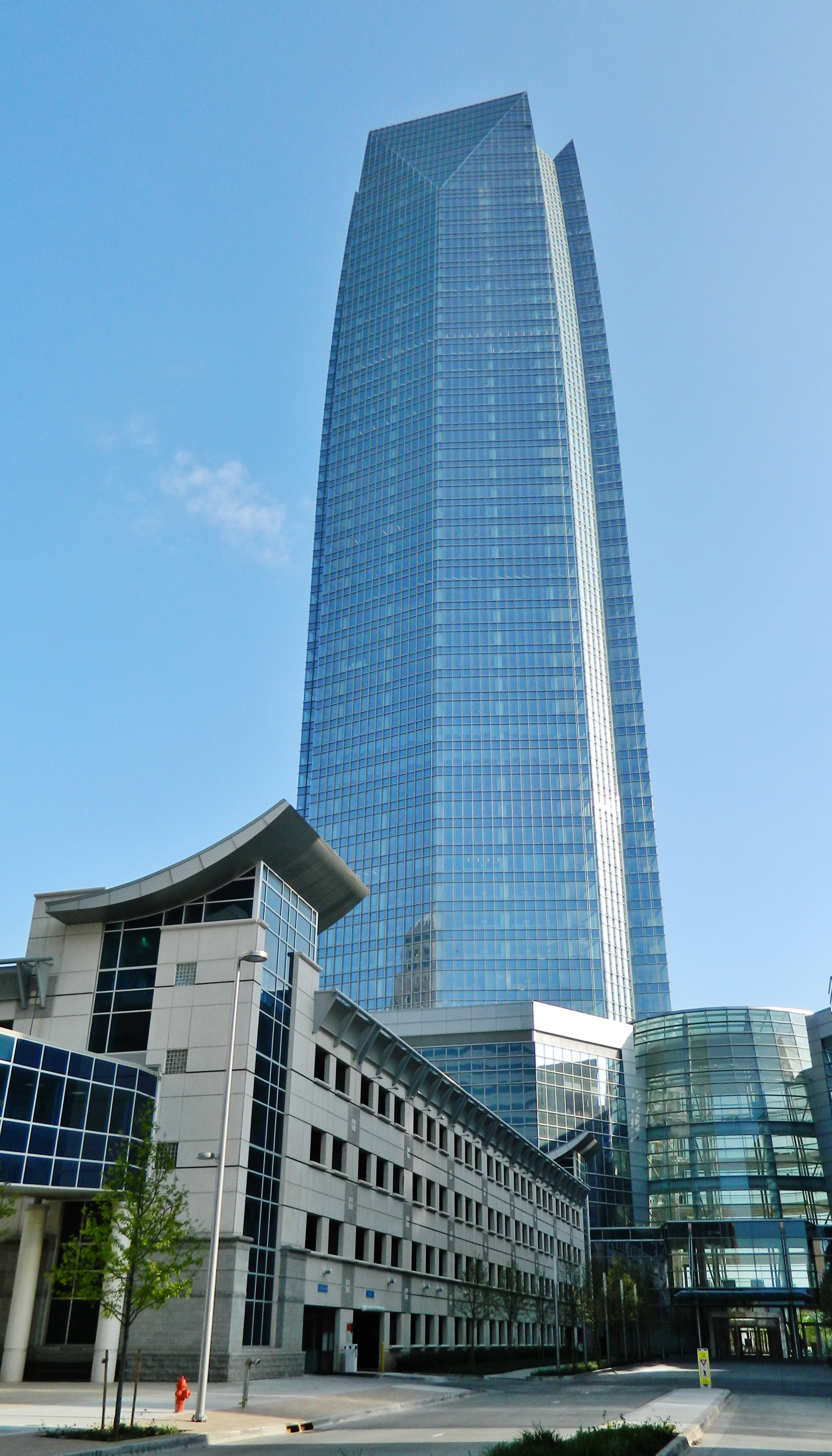
برج دوان مرتفع‌ترین بنای ایالت
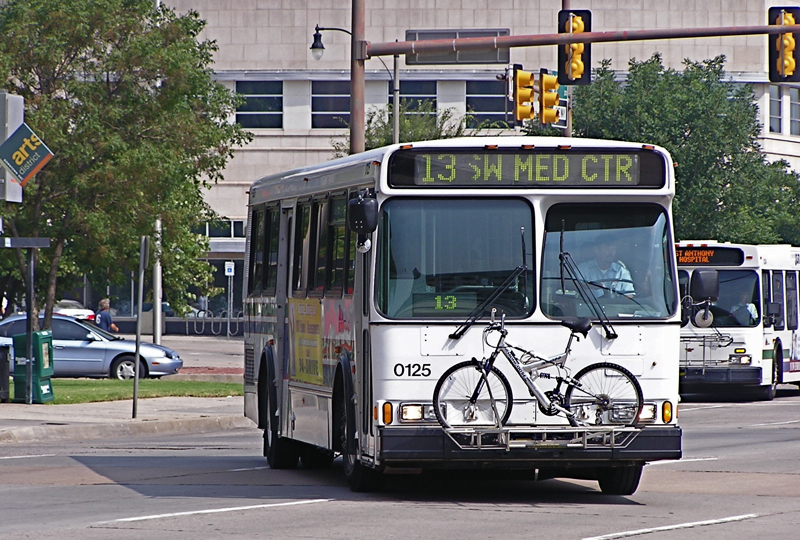
اتوبوس شهری